# 1462 Zamenhof
1462 Zamenhof è un asteroide della fascia principale del diametro medio di circa 25,82 km. Scoperto dall'astronomo ed esperantista finlandese Yrjö Väisälä il 6 febbraio 1938, a Turku, presenta un'orbita caratterizzata da un semiasse maggiore pari a 3,1481720 UA e da un'eccentricità di 0,1093793, inclinata di 0,96828° rispetto all'eclittica.
L'asteroide è dedicato a Ludwik Lejzer Zamenhof, noto per aver ideato l'esperanto.